# Simpang Lhee (Julok)
Simpang Lhee is een bestuurslaag in het regentschap Aceh Timur van de provincie Atjeh, Indonesië. Simpang Lhee telt 570 inwoners (volkstelling 2010).